# Mahirap maging pogi (film)
Mahirap maging pogi è un film del 1992 diretto da Ben Feleo.
Prende ispirazione dal successo della canzone omonima di Andrew E., ed è uno dei film dell'affiatato trio composto dallo stesso Espiritu, Dennis Padilla e Janno Gibbs, protagonista di altre note produzioni comiche durante gli anni novanta.

## Trama
Il giovane scapolo Pording Pogi è ambito da tutte le donne del suo vicinato. Mentre è in fuga dalle avances di alcune di esse, che lo inseguivano per convincerlo a sposarle, decide di cercare riparo a Manila dal goffo e maldestro cugino Dodong Boogie, che lo aveva invitato per proporgli un lavoro come attore. Dodong, in realtà, si mantiene attraverso occupazioni saltuarie e lavoretti illegali e convive in una piccola dimora con alcuni amici, coi quali Pording dovrà collaborare per trovare un futuro migliore.
Dopo aver trovato occupazione come comparse e bidelli assieme ai loro amici, Pording e Dodong riescono lentamente a farsi strada, rispettivamente, come cantante e maggiordomo presso una ricca famiglia. Mentre la vita di Dodong sarà cambiata dalla sua infatuazione per un'attraente ereditiera, quella di Pording si intreccia casualmente con quella della giovane non vedente Annie. I due devono tuttavia affrontare la minaccia di Gabby, un poco raccomandabile malvivente ingelositosi di Dodong.
Con l'aiuto degli inseparabili amici, Pording riesce a sventare una rapina perpetrata dalla banda di Gabby e a utilizzare il denaro a lui dato in premio per finanziare una costosa operazione agli occhi di Annie.

## Personaggi e interpreti
- Perding Pogi, interpretato da Andrew E.
- Gigi, interpretata da Gelli de Belen
- Dodong Boogie, interpretato da Dennis Padilla
- Siano, interpretato da Janno Gibbs
- Dodie, interpretato da Ogie Alcasid
- Ms. Muños, interpretata da Leah Orosa (accreditata come Lea Orosa)
- Annie, interpretata da Ana Roces
- Jojo, interpretato da Anjo Yllana
- May, interpretata da Ruby Rodriguez
- Ingrid, interpretata da Mia Pratts
- Robert, interpretato da Patrick Guzman
- Mari, interpretata da Almira Muhlach
- Gabby, interpretato da Michael De Mesa
- Richard, interpretato da Roi Vinzon
- Yaya, interpretata da Jinky Oda
- Jezebel, interpretata da Jesse Kintanar
- Nonna, interpretata da Mary Walter
- Nonna, interpretata da Moody Diaz
- Nonna, interpretata da Meltring David
- Nonna, interpretata da Chuchi (accreditata come Chu-Chi)
- Nonno, interpretato da Levi Celerio
- Nonno, interpretato da Benny Mack
- Nonno, interpretato da Jaime Cruz
- Joey Boy de Sentro, interpretato da Errol Dionisio
- Padre di Perding, interpretato da Bing Angeles
- Deejay ubriaco, interpretato da Mike Enriquez
- Dottore, interpretato da Tony Mabesa
- Sirena, interpretata da Mia Moran

## Produzione
Le riprese del film si sono svolte nelle città di Manila, Makati e Cainta.
Il film segna anche l'esordio cinematografico della cantante Jessa Zaragoza, in una piccola parte non accreditata in esso.

## Distribuzione
Mahirap maging pogi è stato distribuito nel circuito cinematografico filippino nell'agosto 1992.